# Cicadellopsis incerta
Cicadellopsis incerta  (лат.) — ископаемый вид мелких полужесткокрылых насекомых рода Cicadellopsis из семейства Protopsyllidiidae. Обнаружен в юрских отложениях Киргизстана (Kyzyl-Kiya, около 185 млн лет, плинсбахский ярус). Длина надкрылий 5,8 мм.
Вид Cicadellopsis incerta был впервые описан в 1937 году советским палеоэнтомологом Андреем Васильевичем Мартыновым (1879—1938; ПИН РАН, Москва, СССР) вместе с таксонами Aboilus cellulosus, Archaboilus kisylkiensis, Choristopsyche tenuinervis, Mesopolystoechus apicalis, Diphtheropsis incerta, Eofulgoridium kisylkiense и другими новыми ископаемыми видами. Таксон Cicadellopsis incerta включён в состав рода Cicadellopsis Martynov 1937 вместе с видом Cicadellopsis issykkulica Becker-Migdisova 1985.